# Adelphenaldis ryukyuensis
Adelphenaldis ryukyuensis är en stekelart som först beskrevs av Sergey A. Belokobylskij 2002.  Adelphenaldis ryukyuensis ingår i släktet Adelphenaldis och familjen bracksteklar. Inga underarter finns listade i Catalogue of Life.